# Cova dels Toixons
La Cova dels Toixons és al municipi de Matadepera, al massís de la Mola (Sant Llorenç del Munt) del Parc Natural de Sant Llorenç del Munt i l'Obac. L'accés és des del llogarret de Can Pobla a través d'una petita canal en direcció nord, a prop de la cova del Manel i les coves del Frare. La boca d'accés és molt estreta i, un cop passats els primers metre, es troba un distribuïdor que porta a un llaminador a ponent i a una galeria i una sala molt més gran a llevant. Té poques formacions càrstiques d'admiració (estalactites, estalagmites, etc.).